# Anthurium jilekii
Anthurium jilekii är en kallaväxtart som beskrevs av Heinrich Wilhelm Schott. Anthurium jilekii ingår i släktet Anthurium och familjen kallaväxter. Inga underarter finns listade.